# Кетлін Сібеліус
Кетлін Сібеліус (англ. Kathleen Sebelius), до шлюбу Джилліан (англ. Gilligan; нар. 15 травня 1948, Цинциннаті, Огайо, США) — американська політична діячка. У 2009—2014 роках 21-а міністерка охорони здоров'я і соціальних служб США. До цього двічі обиралася на пост губернаторки Канзасу, з 2003 по 2009 рік, ставши другою жінкою в історії на цій посаді. У 2008 році виступала з офіційною відповіддю опозиційної партії до щорічного звернення Президента до Конгресу США (англ. Response to the State of the Union address). Є почесною членкинею Асоціації губернаторів-демократів.